# Nationaltheatrets station

Nationaltheatrets station (norska: Nationaltheatret stasjon) är en tunnelbane- och järnvägsstation som ligger under 7. juni-plassen i centrum av Oslo, intill Nationaltheatret. Även Flytoget stannar på stationen. Järnvägsstationen är en av två underjordiska järnvägsstationer i Norge och ligger rakt under tunnelbanestationen med samma namn. 1980 öppnades en järnvägstunnel, Oslotunnelen, under tunnelbanan och detta år invigdes även järnvägsstationen Nationaltheatret med spår 1 och 2. 1999 tillkom en perrong till med spår 3 och 4.

## Nationaltheatret tunnelbanestation
Nationaltheatrets station var ursprungligen ändstation för de västliga tunnelbanelinjerna och öppnades 1928. Man räknar Oslos tunnelbanas historia från det tillfället, i och med öppnandet av en spårvägstunnel mellan Majorstuen och Nationaltheatret. 

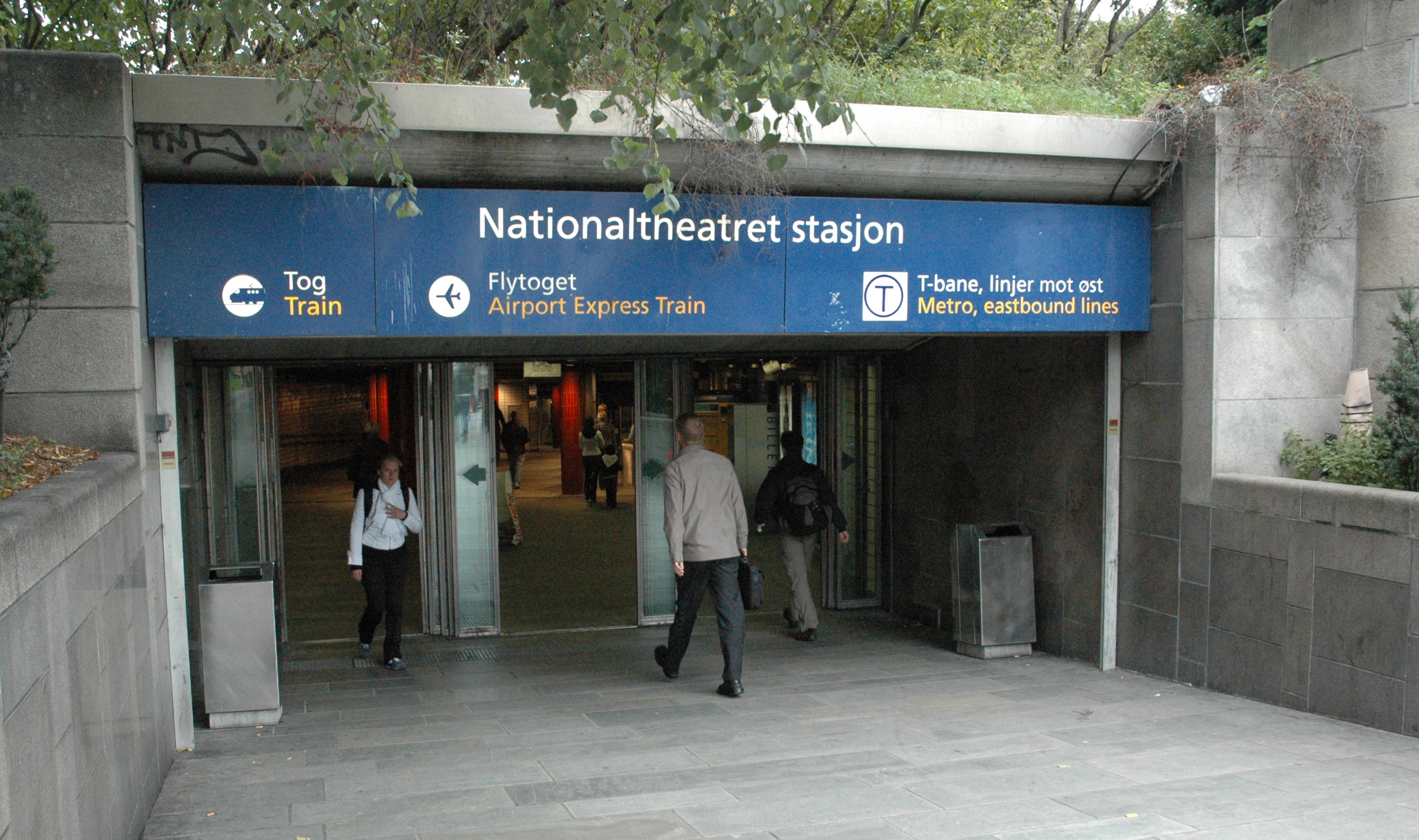
Ingången till Nationaltheatret station
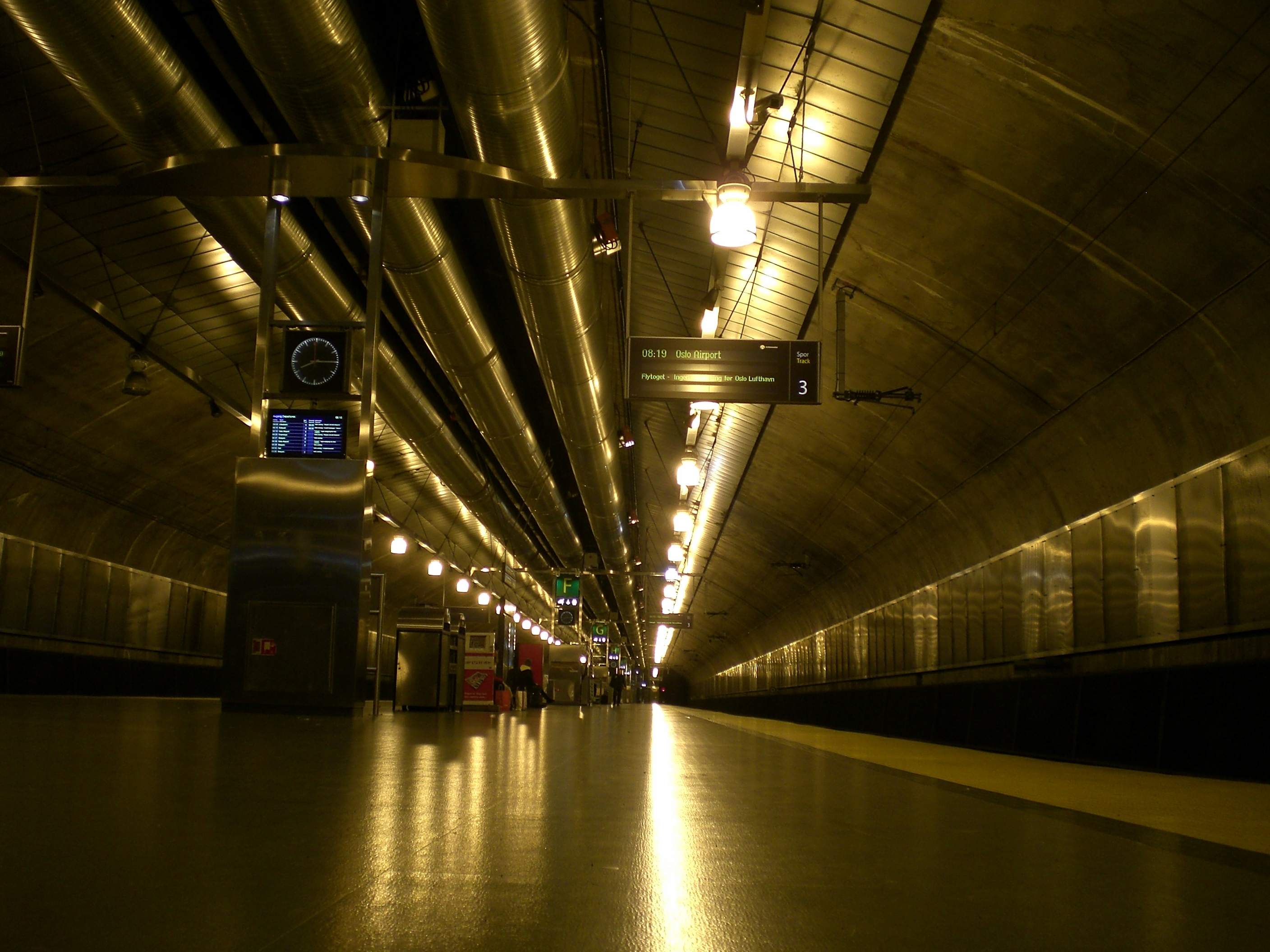
Nationaltheatret järnvägsstation, spår 3-4
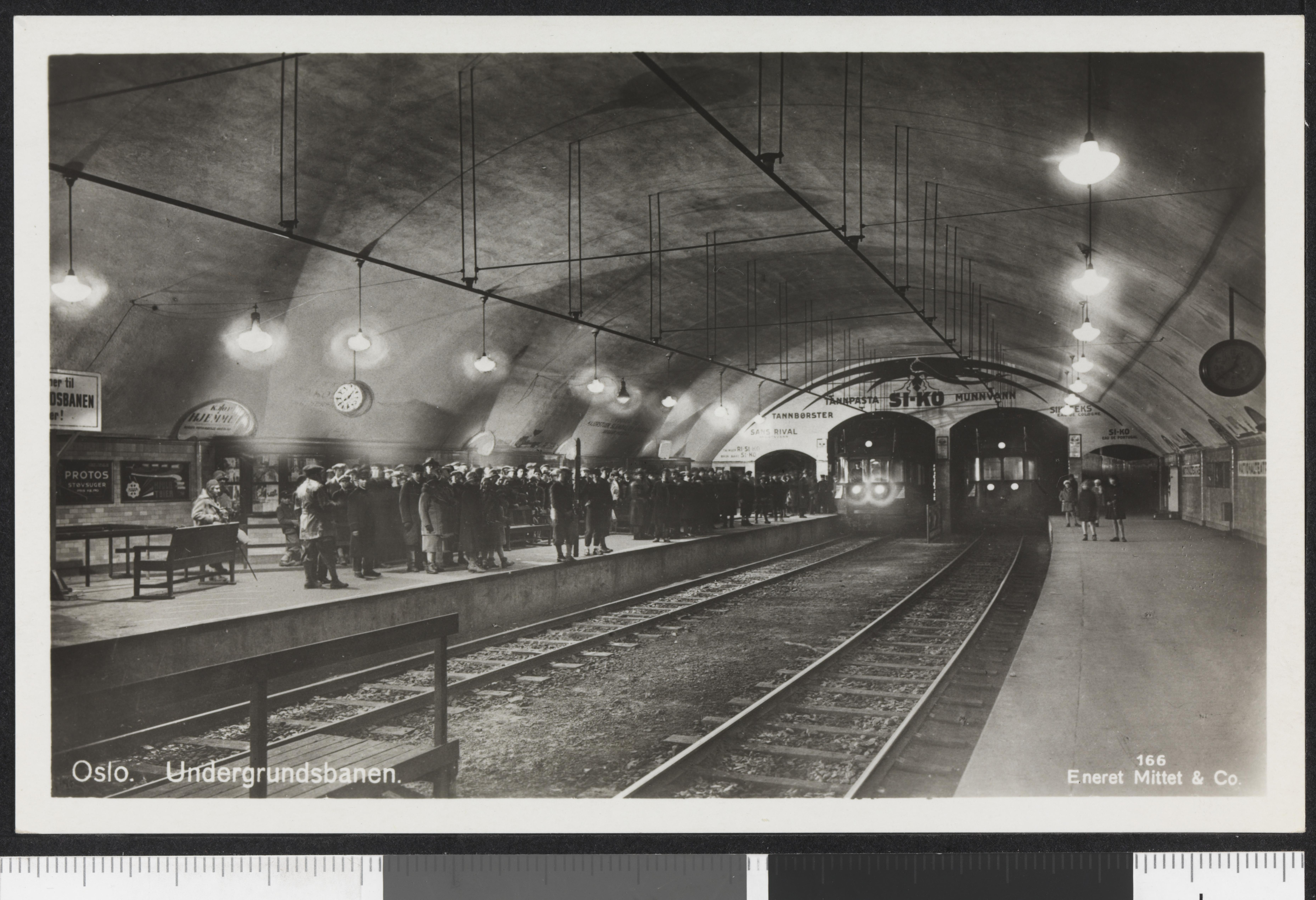
Nationaltheatrets tunnelbanestation öppnad 1928.